# Azay-sur-Cher
Azay-sur-Cher és un municipi francès, situat al departament de l'Indre i Loira i a la regió de Centre – Vall del Loira. L'any 2007 tenia 2.915 habitants.

## Demografia

### Població
El 2007 la població de fet d'Azay-sur-Cher era de 2.915 persones. Hi havia 1.097 famílies, de les quals 219 eren unipersonals (90 homes vivint sols i 129 dones vivint soles), 382 parelles sense fills, 445 parelles amb fills i 51 famílies monoparentals amb fills.
La població ha evolucionat segons el següent gràfic:
Habitants censats

### Habitatges
El 2007 hi havia 1.225 habitatges, 1.121 eren l'habitatge principal de la família, 64 eren segones residències i 41 estaven desocupats. 1.162 eren cases i 53 eren apartaments. Dels 1.121 habitatges principals, 963 estaven ocupats pels seus propietaris, 140 estaven llogats i ocupats pels llogaters i 18 estaven cedits a títol gratuït; 7 tenien una cambra, 42 en tenien dues, 135 en tenien tres, 262 en tenien quatre i 675 en tenien cinc o més. 913 habitatges disposaven pel capbaix d'una plaça de pàrquing. A 364 habitatges hi havia un automòbil i a 689 n'hi havia dos o més.

### Piràmide de població
La piràmide de població per edats i sexe el 2009 era:
| Homes | Edats   | Dones |
| ----- | ------- | ----- |
| 0     | 95 o +  | 0     |
| 4     | 90 a 94 | 0     |
| 20    | 85 a 89 | 4     |
| 4     | 80 a 84 | 16    |
| 40    | 75 a 79 | 32    |
| 36    | 70 a 74 | 48    |
| 44    | 65 a 69 | 68    |
| 40    | 60 a 64 | 44    |
| 48    | 55 a 59 | 36    |
| 104   | 50 a 54 | 104   |
| 124   | 45 a 49 | 100   |
| 164   | 40 a 44 | 124   |
| 108   | 35 a 39 | 136   |
| 92    | 30 a 34 | 108   |
| 64    | 25 a 29 | 80    |
| 48    | 20 a 24 | 28    |
| 108   | 15 a 19 | 104   |
| 144   | 10 a 14 | 116   |
| 108   | 5 a 9   | 96    |
| 84    | 0 a 4   | 64    |

## Economia
El 2007 la població en edat de treballar era de 1.962 persones, 1.482 eren actives i 480 eren inactives. De les 1.482 persones actives 1.403 estaven ocupades (736 homes i 667 dones) i 78 estaven aturades (29 homes i 49 dones). De les 480 persones inactives 220 estaven jubilades, 177 estaven estudiant i 83 estaven classificades com a «altres inactius».

### Ingressos
El 2009 a Azay-sur-Cher hi havia 1.151 unitats fiscals que integraven 3.071 persones, la mediana anual d'ingressos fiscals per persona era de 21.344,5 €.

### Activitats econòmiques
Dels 106 establiments que hi havia el 2007, 2 eren d'empreses extractives, 1 d'una empresa alimentària, 5 d'empreses de fabricació d'altres productes industrials, 31 d'empreses de construcció, 20 d'empreses de comerç i reparació d'automòbils, 9 d'empreses de transport, 2 d'empreses d'hostatgeria i restauració, 2 d'empreses d'informació i comunicació, 3 d'empreses financeres, 2 d'empreses immobiliàries, 10 d'empreses de serveis, 10 d'entitats de l'administració pública i 9 d'empreses classificades com a «altres activitats de serveis».
Dels 35 establiments de servei als particulars que hi havia el 2009, 1 era una oficina de correu, 2 tallers de reparació d'automòbils i de material agrícola, 5 paletes, 5 guixaires pintors, 6 fusteries, 3 lampisteries, 7 electricistes, 1 empresa de construcció, 2 perruqueries, 2 restaurants i 1 saló de bellesa.
Dels 4 establiments comercials que hi havia el 2009, 1 era una botiga de més de 120 m², 1 una botiga de menys de 120 m², 1 una peixateria i 1 una sabateria.
L'any 2000 a Azay-sur-Cher hi havia 20 explotacions agrícoles que ocupaven un total de 1.572 hectàrees.

## Equipaments sanitaris i escolars
L'únic equipament sanitari que hi havia el 2009 era una farmàcia.
El 2009 hi havia 1 escola maternal i 1 escola elemental.

## Poblacions més properes
El següent diagrama mostra les poblacions més properes.